# فرد بارني تايلور
فرد بارني تايلور (بالإنجليزية: Fred Barney Taylor)‏ هو مخرج أمريكي، ولد في 25 أغسطس 1948.

## وصلات خارجية
- فرد بارني تايلور على موقع IMDb (الإنجليزية)